# Farrea perarmata
Farrea perarmata är en svampdjursart som beskrevs av James Scott Bowerbank 1876. Farrea perarmata ingår i släktet Farrea och familjen Farreidae. Inga underarter finns listade i Catalogue of Life.